# Algutstorp
Algutstorp är kyrkby i Algutstorps socken i Vårgårda kommun i Västra Götalands län, belägen cirka en kilometer söder om Vårgårda invid Säveån.
Här ligger Algutstorps kyrka.